# John Goodman
Pour les articles homonymes, voir Goodman.
John Goodman est un acteur américain né le 20 juin 1952 à Saint-Louis (Missouri).
Reconnaissable à sa carrure, il est notamment connu pour avoir interprété Dan Conner dans la série Roseanne (1988-1997 ; 2018) puis dans le spin-off The Conners (2018-), ainsi que pour ses collaborations avec les frères Coen dans notamment Barton Fink (1991), The Big Lebowski (1998) et O'Brother (2000). Il a également joué dans Always (1989), La Famille Pierrafeu (1994), Le Petit Monde des Borrowers (1997), Blues Brothers 2000 (1998), Coyote Girls (2000), The Artist (2011), Argo (2012), 10 Cloverfield Lane (2016), Kong: Skull Island (2017) et prête sa voix à de nombreux personnages, dont Pacha dans Kuzco, l'empereur mégalo (2000) et Jacques Sullivan dans la franchise Monstres et Cie (2001-).
À la télévision, il a notamment tenu des rôles secondaires dans la première saison de Treme (2010-2011) ou encore Community (2011-2012) et tient actuellement l'un des rôles principaux dans la série The Righteous Gemstones (2019-).

## Biographie

### Enfance
John Stephen Goodman est né le 20 juin 1952 à Affton, dans la banlieue de Saint-Louis, dans le Missouri, il est le fils de Virginie et de Leslie Goodman. Il a une sœur, Elisabeth, et un frère. Son père, employé des Postes, décède en 1954 d'une crise cardiaque alors que John n'a que deux ans. Il fait ses études au lycée d'Affton, où il pratique le théâtre et le football américain. Il entre ensuite à la Southwest Missouri State University et profite du bon programme théâtral de l'université dans lequel il a notamment Kathleen Turner et Tess Harper comme condisciples. Il s'installe à New York en 1975 pour devenir acteur, est d'abord barman et serveur pour gagner sa vie avant d'être engagé pour tourner dans des publicités et de jouer dans des pièces de théâtre Off-Broadway.

### Carrière
John Goodman commence à obtenir quelques seconds rôles au cinéma au début des années 1980 et continue également à jouer au théâtre, notamment dans la célèbre comédie musicale Big River de 1985 à 1987. Il obtient son premier grand rôle en 1986 dans True Stories, de David Byrne, où il joue un brave homme en quête de la femme de sa vie. Mais c'est avec son personnage de Dan Conner, père de famille comique dans la sitcom culte préférée des Américains Roseanne, qu'il accède à la célébrité. Il tient ce rôle de 1988 à 1997. Il remporte pour ce rôle le Golden Globe du meilleur acteur dans une série télévisée musicale ou comique en 1993.
Il collabore pour la première fois avec Joel et Ethan Coen dans Arizona Junior (1987) et retrouvera les deux frères dans Barton Fink (1991), Le Grand Saut (1994), The Big Lebowski (1998), O'Brother (2000), et plus récemment dans Inside Llewyn Davis (2013). Il affirme que son personnage de Walter Sobchak dans The Big Lebowski demeure son rôle préféré. Par ailleurs, le personnage de Walter Sobchak figure en 49e position dans la liste des 100 plus grands personnages de films du magazine Empire.
En 1994, il tient le rôle principal dans la comédie familiale La Famille Pierrafeu, qui connaît un grand succès commercial. Il prête aussi sa voix dans des films d'animation, notamment à Pacha dans Kuzco, l'empereur mégalo (2000) et à Sulley dans Monstres et Cie (2001).
John Goodman est également un excellent chanteur de rythm & blues et de soul music, il a remplacé John Belushi (Jake Blues) dans le célèbre Blues Brothers Band avec lequel il est apparu sous le nom "Mighty" Mack McTeer dans l'émission Saturday Night Live le 25 mars 1995 et aussi en tant que covedette dans le film Blues Brothers 2000. Il a continué à jouer avec Dan Aykroyd (Elwood Blues) et James Belushi (Zee Blues) jusqu'en 2001. Des problèmes de santé l'ont finalement forcé à arrêter définitivement ses représentations avec les Blues Brothers.
En 2011, il interprète un rôle secondaire important (celui du producteur) dans le film The Artist de Michel Hazanavicius, qui remporte cinq Oscars en 2012 (dont celui du meilleur film). En 2012, il est au côté de Clint Eastwood dans le film Une nouvelle chance de Robert Lorenz. La même année, il apparaît également dans Flight, de Robert Zemeckis, et Argo, de Ben Affleck.
En 2013, il prête à nouveau sa voix au personnage de Sulley dans Monstres Academy et retrouve les frères Coen avec le film Inside Llewyn Davis.
En 2017, il fait partie de la large distribution du film Kong: Skull Island de Jordan Vogt-Roberts. Il s'agit du deuxième film du MonsterVerse après le film Godzilla de Gareth Edwards sorti en 2014.
Depuis 2019, il interprète le patriarche de la famille Gemstones, dans la série comique d'HBO The Righteous Gemstones créée par Danny McBride.
En 2021, il reprend le rôle du monstre Sulley pour les besoins de la série d'animation Monstres et Cie : Au travail, qui se déroule après le premier volet.
En 2025, il prête sa voix au film d’animation Les Schtroumpfs, le film. Le film est un triomphe avec 632 000 entrées en moins d'une semaine en France, se classe à la 1ere place du box office et obtient des critiques élogieuses,,. Il est également le meilleur lancement pour un film d’animation en 2025.

### Vie privée
Il est marié à Annabeth Hartzog qu'il a rencontrée à La Nouvelle-Orléans alors qu'il tournait dans Everybody's All-American en 1988. Ils se sont mariés en octobre 1989 et ont une fille prénommée Molly Evangeline, née le 31 août 1990. En 2010, grâce à un nouveau mode de vie, il a perdu plus de 50 kilos.

## Filmographie

### Acteur

#### Cinéma

##### Longs métrages
- 1983 : Un flic aux trousses (Eddie Macon's Run) de Jeff Kanew : Hebert
- 1983 : The Survivors de Michael Ritchie : Commando
- 1984 : Les Tronches (Revenge of the Nerds) de Jeff Kanew : Coach Harris
- 1984 : C.H.U.D. de Douglas Cheek : le flic au café
- 1984 : Maria's Lovers d'Andreï Kontchalovski : Frank
- 1985 : Sweet Dreams de Karel Reisz : Otis
- 1986 : True Stories de David Byrne : Louis Fyne
- 1986 : Big Easy : Le Flic de mon cœur (The Big Easy) de Jim McBride : Inspecteur Andre DeSoto
- 1987 : Arizona Junior (Raising Arizona) de Joel et Ethan Coen : Gale Snoats
- 1987 : La Pie voleuse (Burglar) de Hugh Wilson : Inspecteur Nyswander
- 1988 : The Wrong Guys de Danny Bilson : Duke Earle
- 1988 : Le Mot de la fin (Punchline) de David Seltzer : John Krytsick
- 1988 : Everybody's All-American de Taylor Hackford : Lawrence
- 1989 : Mélodie pour un meurtre (Sea of Love) de Harold Becker : Inspecteur Sherman
- 1989 : Always (Always) de Steven Spielberg : Al Yackey
- 1990 : Stella de John Erman : Ed Munn
- 1990 : Arachnophobie (Arachnophobia) de Frank Marshall : Delbert McClintock
- 1991 : King Ralph de David S. Ward : Ralph Jones
- 1991 : Barton Fink de Joel et Ethan Coen : Charlie Meadows
- 1992 : The Babe d'Arthur Hiller : Babe Ruth
- 1993 : Panic sur Florida Beach (Matinee) de Joe Dante : Lawrence Woolsey
- 1993 : Quand l'esprit vient aux femmes (Born Yesterday) de Luis Mandoki : Harry Brock
- 1994 : Le Grand Saut (The Hudsucker Proxy) de Joel et Ethan Coen : l'annonceur des actualités de Rockwell
- 1994 : La Famille Pierrafeu (The Flintstones) de Brian Levant : Fred Caillou
- 1996 : Pie in the Sky de Bryan Gordon : Alan Davenport
- 1996 : Mother Night de Keith Gordon : Major Frank Wirtanen
- 1997 : Le Petit Monde des Borrowers (The Borrowers) de Peter Hewitt : Ocious P. Potter
- 1998 : Le Témoin du Mal (Fallen) de Gregory Hoblit : Jonesy
- 1998 : Blues Brothers 2000 de John Landis : Mighty Mack McTeer
- 1998 : The Big Lebowski de Joel et Ethan Coen : Walter Sobchak
- 1998 : Sale boulot de Bob Saget : le maire Adrian Riggins (non crédité)
- 1998 : Coco, le perroquet qui en savait trop (The Real Macaw) de Mario Andreacchio : Mac (voix)
- 1999 : The Runner de Ron Moler : Deepthroat
- 1999 : À tombeau ouvert (Bringing Out the Dead) de Martin Scorsese : Larry Verber
- 2000 : De quelle planète viens-tu? (What Planet Are You From?) de Mike Nichols : Roland Jones
- 2000 : O'Brother (O Brother, Where Art Thou?) de Joel et Ethan Coen : Big Dan Teague
- 2000 : Les Aventures de Rocky et Bullwinkle (The Adventures of Rocky & Bullwinkle) de Des McAnuff : le flic de l'Oklahoma
- 2000 : Coyote Girls (Coyote Ugly) de David McNally : Bill Sanford
- 2001 : My First Mister de Christine Lahti : Benjamin Wilson
- 2001 : Divine mais dangereuse (One Night at McCool's) de Harald Zwart : Inspecteur Dehling
- 2001 : Storytelling (segment Non-fiction) de Todd Solondz : Marty Livingston
- 2002 : Dirty Deeds de David Caesar : Tony Testano
- 2003 : Masked and Anonymous de Larry Charles : Oncle Sweetheart
- 2004 : Home of Phobia de Ryan Shiraki : Rodney
- 2004 : Beyond the Sea de Kevin Spacey : Steve Blauner
- 2005 : Marilyn Hotchkiss' Ballroom Dancing and Charm School de Randall Miller : Steve Mills
- 2007 : Evan tout-puissant (Evan Almighty) de Tom Shadyac : Député Long
- 2007 : Death Sentence (Bones Darley) de James Wan : Bones Darley
- 2008 : Speed Racer des Wachowski : Pops
- 2008 : Gigantic de Matt Aselton : Al Lolly
- 2009 : Confessions d'une accro du shopping (Confessions of a Shophaolic) de P. J. Hogan : Mr Bloomwood
- 2009 : Dans la brume électrique (In The Electric Mist) de Bertrand Tavernier : Julie « Baby Feet » Balboni
- 2009 : Alabama Moon de Tim McCanlies : M. Wellington
- 2009 : Die Päpstin de Sönke Wortmann : le pape Serge II
- 2010 : Drunkboat de Bob Meyer : M. Fletcher
- 2011 : Red State de Kevin Smith : Keenan
- 2011 : The Artist de Michel Hazanavicius : Al Zimmer
- 2011 : Extrêmement fort et incroyablement près (Extremely Loud and Incredibly Close) de Stephen Daldry : Stan le portier
- 2012 : Moi, député de Jay Roach : Scott Talley (non crédité)
- 2012 : Argo de Ben Affleck : John Chambers
- 2012 : Une nouvelle chance (Trouble with the Curve) de Robert Lorenz : Pete Klein
- 2012 : Flight de Robert Zemeckis : Harling Mays
- 2013 : Inside Llewyn Davis de Joel et Ethan Coen : Roland Turner
- 2013 : Very Bad Trip 3 de Todd Phillips : Marshall
- 2013 : Les Stagiaires de Shawn Levy : Sammy Boscoe (non crédité)
- 2014 : Monuments Men (The Monuments Men) de George Clooney : Capitaine Walter Garfield
- 2014 : The Gambler de Rupert Wyatt : Frank
- 2014 : Transformers : L'Âge de l'extinction (Transformers: Age of Extinction) de Michael Bay : Hound (voix)
- 2015 : Dalton Trumbo (Trumbo) de Jay Roach : Frank King
- 2015 : Love the Coopers de Jessie Nelson : Sam
- 2016 : 10 Cloverfield Lane de Dan Trachtenberg : Howard Stambler
- 2016 : Traque à Boston (Patriots Day) de Peter Berg : Edward F. Davis
- 2017 : Kong: Skull Island de Jordan Vogt-Roberts : Randa
- 2017 : Transformers: The Last Knight de Michael Bay : Hound (voix)
- 2017 : L.A. Rush (Once Upon a Time in Venice) de Mark et Robb Cullen : Dave Phillips
- 2017 : Valérian et la Cité des mille planètes de Luc Besson : Igon Siruss (voix)
- 2017 : Atomic Blonde de David Leitch : Emmet Kurzfeld
- 2019 : Captive State de Rupert Wyatt : Mulligan

##### Films d'animation
- 1993 : Les Quatre Dinosaures et le Cirque magique (We're Back! A Dinosaur's Story) : Rex
- 1998 : Rudolph, le petit renne au nez rouge : Le film (Rudolph the Red-Nosed Reindeer: The Movie), de William R. Kowalchuk : Père Noël
- 2000 : Kuzco, l'empereur mégalo (The Emperor's New Groove), de Mark Dindal : Pacha
- 2001 : Monstres et Cie (Monsters, Inc.), de Pete Docter : Jacques Sullivan
- 2002 : La Nouvelle Voiture de Bob (Mike's New Car) (court métrage) : Jacques Sullivan
- 2003 : Le Livre de la jungle 2 (The Jungle Book 2), de Steve Trenbirth : Baloo
- 2004 : Clifford's Really Big Movie, de Robert C. Ramirez : George Wolfsbottom
- 2005 : Kuzco 2 : King Kronk : Pacha
- 2006 : Cars, de John Lasseter : Sullivan Truck
- 2007 : Bee Movie - Drôle d'abeille (Bee Movie) : Layton T. Montgomery
- 2009 : La Princesse et la Grenouille : « Big Daddy » Lebœuf
- 2012 : L'Étrange Pouvoir de Norman : M. Prenderghast
- 2013 : Monstres Academy (Monsters University), de Dan Scanlon : James P. "Sulley" Sullivan
- 2015 : Georges le petit curieux 3 : Retour à la jungle de Phil Weinstein : Hal Houston
- 2016 : Ratchet et Clank (Ratchet and Clank), de Kevin Munroe (en) : Grimroth
- 2025 : Les Schtroumpfs, le film (Smurfs) de Chris Miller : le Grand Schtroumpf (Papa Smurf en VO)

### Nominations

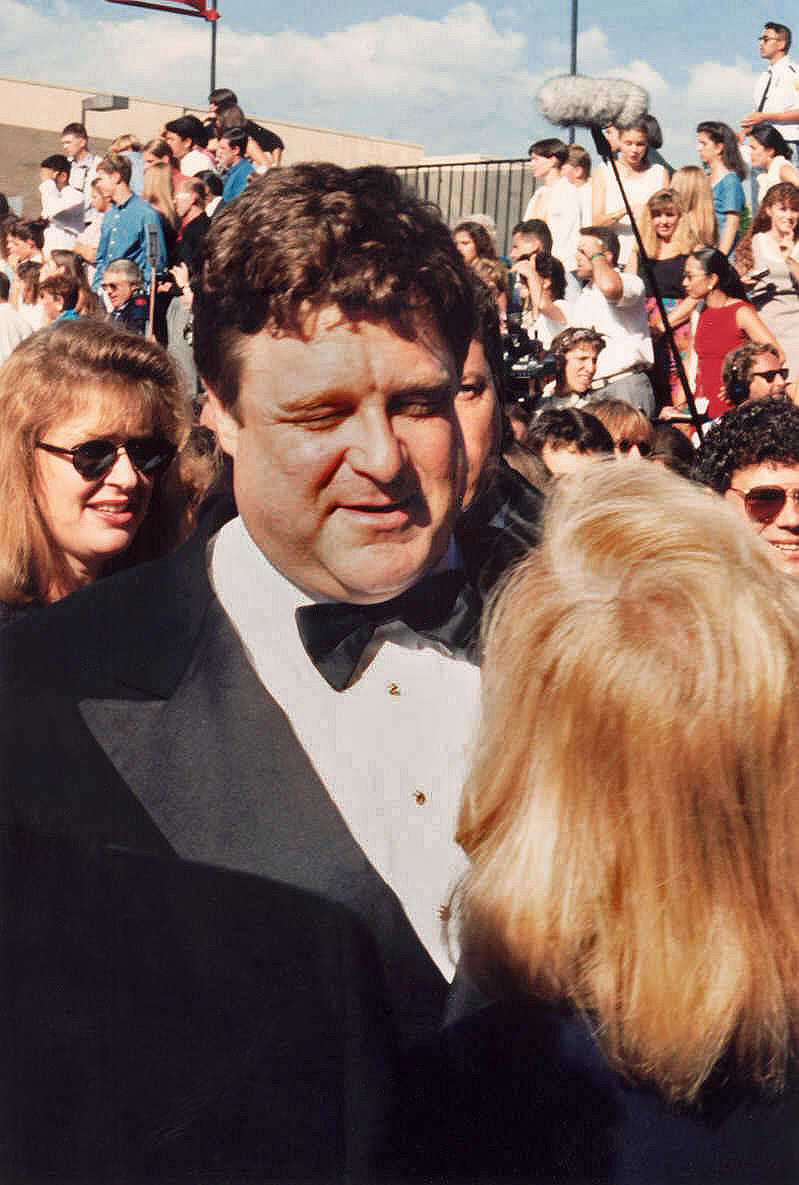
Aux Emmy Awards, en septembre 1994

#### Télévision

##### Téléfilms
- 1983 : The Face of Rage : Fred
- 1983 : Heart of Steel : Raymond Bohupinsky
- 1987 : Murder Ordained (en) : Hugh Rayburn
- 1995 : Kingfish: La vie de Huey P. Long (Kingfish: A Story of Huey P. Long) : Huey P. Long, Jr
- 1995 : A Streetcar Named Desire : Harold 'Mitch' Mitchell
- 1999 : Jack Bull (The Jack Bull) : Judge Tolliver
- 1999 : La traque sauvage de John Badham : le juge Joe B. Tulliver
- 2006 : The Year Without a Santa Claus (en) : Santa Claus
- 2009 : The Station : Ted Gannon
- 2010 : La Vérité sur Jack (You Don't Know Jack) : Neal Nicol

##### Séries télévisées
- 1983 : Chiefs (mini-série) : Newt 'Tub' Murray
- 1987 : Equalizer (saison 2 épisode 22) : Harold Winter
- 1987 : Clair de lune (saison 4 épisode 2) : Donald Chase
- 1988-1997 et 2018 : Roseanne (230 épisodes) : Dan Conner
- 1999 : Un agent très secret (Now and Again) (saison 1 épisodes 1 et 15) : Michael Wiseman
- 2000 : Normal, Ohio (7 épisodes) : William 'Butch' Gamble
- 2001 : Ed (saison 1 épisode 15) : Big Rudy
- 2003-2004 : À la Maison-Blanche (The West Wing) (4 épisodes) : Glen Allen Walken
- 2004-2005 : Center of the Universe (en) (12 épisodes) : John Barnett
- 2006 : Studio 60 on the Sunset Strip (saison 1 épisodes 7 et 8) : Juge Robert Bebe
- 2010-2011 : Treme (13 épisodes) : Creighton Bernette
- 2011 : Damages (10 épisodes) : Howard Erickson
- 2011-2012 : Community (6 épisodes) : Vice-Doyen Laybourne
- 2012 : Dancing on the Edge (5 épisodes) : Masterson
- 2013-2014 : Alpha House (11 épisodes) : sénateur Gil John Biggs
- 2018 : Rwanda, la couleur du sang (Black Earth Rising) (série télévisée BBC) : Michael Ennis
- 2019- :  The Righteous Gemstones : Eli Gemstone
- 2023 : Monarch: Legacy of Monsters : Bill Randa âgé

##### Séries d'animation
- 1999 : Les Simpson (saison 11, épisode 8) : Meathook
- 1999 : Futurama (saison 2 épisode 8) : Robot Santa Claus (1er voix)
- 2000 : Les cochons d'à côté : Phil Stymington
- 2004 : Le Roi de Las Vegas (14 épisodes) : Larry
- 2007 : Les Rois du Texas (saison 11 épisode 2) : Tommy
- 2007-2008 : Kuzco, un empereur à l'école (16 épisodes) : Pacha
- 2012 : Bob l'éponge (saison 8 épisode 23) : Santa Claus
- Depuis 2021 : Monstres et Cie: Au travail : Jacques Sullivan

#### Jeux vidéo
- 2011 : Rage : Dan Hagar
- 2018 : Lego Les Indestructibles : James P. "Sulley" Sullivan

### Producteur
- 1995 : Kingfish: La vie de Huey P. Long (Kingfish: A Story of Huey P. Long) (TV)

## Distinctions
Cette section récapitule les principales récompenses et nominations obtenues par John Goodman. Pour une liste plus complète, se référer à l'Internet Movie Database.

## Voix francophones
En France, Jacques Frantz a été la voix française régulière de John Goodman le doublant pour la première fois dans Mélodie pour un meurtre en 1989 et devenant sa voix régulière à partir du début des années 2000 jusqu'à son décès en mars 2021. Entre 1993 et 2000 Claude Brosset l'a doublé à six reprises. Il a également été doublé à quatre reprises par Patrice Melennec dans Jack Bull, Very Bad Trip 3, The Righteous Gemstones et Monarch: Legacy of Monsters, trois fois par Patrick Préjean dans Roseanne, Normal, Ohio et Please Don't Destroy: The Treasure of Foggy Mountain (en) ainsi qu'à deux reprises chacun par Jacques Ferrière dans Arizona Junior et La Pie voleuse et Sady Rebbot dans Barton Fink et Panic sur Florida Beach. À titre exceptionnel, il a été doublé par William Sabatier dans Big Easy : Le Flic de mon cœur, Sylvain Lemarié dans Les Aventures de Rocky et Bullwinkle, Antoine Tomé dans Beyond the Sea, Martin Spinhayer dans Community et Patrick Raynal dans Les Stagiaires.
Au Québec, Yves Corbeil est la voix québécoise régulière de l'acteur. Hubert Gagnon, décédé en 2020, l'a doublé dans Babe, le bambino, Bobby Darin, Condamnés à mort, et Extrêmement fort et incroyablement près.
Versions françaises
- Jacques Frantz dans Mélodie pour un meurtre, Blues Brothers 2000, Speed Racer, Treme, Damages, Argo, Une nouvelle chance, Flight, 10 Cloverfield Lane, Kong: Skull Island, Traque à Boston[15], etc.
- Claude Brosset dans Quand l'esprit vient aux femmes, Le Petit Monde des Borrowers, The Big Lebowski, À tombeau ouvert, O'Brother, Coyote Girls''

Versions québécoises
Note : La liste indique les titres québécois.
- Yves Corbeil[17] dans Les Pierrafeu, Ressusciter les morts, Les Aventures de Rocky et Bullwinkle, Speed Racer, Argo, Le jour des patriotes, Kong: Skull Island, État captif, etc.